# 元橋一裕
元橋一裕（もとはし かずひろ、1958年 - ）は、京都のタウン情報誌「京都CF!」の元・編集長（ペンネームはモックン・カズロー またはモトハシ・カズヒロ）。現在、編集業の他、コラムニスト・TV、ラジオ出演等でコメンテーターをする他、京都を舞台とする出版物や映像関係などでロケ・コーディネーターとしても活動。「京都サンガF.C.」ファンでもある。

## 人物
京都府出身。生家は油小路二条にあった呉服製造卸・悉皆業だった「元㐂屋」。こよなく海と波そして南国系フィギュアにワインを愛する昭和オールドボーイを自負。役者・芦屋小雁を人生の師と仰ぎながら、日夜自由奔放に京の町を彷徨しては、その街角に棲息する下世話な人間を標本観察する。烏合の衆が嫌いと嘯く、根っから京都人。

## 略歴
東山高等学校卒業、京都産業大学法学部卒業。「株式会社JEUGIA」に就職、ヤマハの特約店だった関係上、音楽教室の生徒募集やエレクトーンのセールス営業を経て、ヤマハリゾートの宿泊施設をメインに旅行斡旋をする「JEUGIA TRAVEL」（JTBサブエージェント）に移動。8年間添乗員を経験し、その間の渡航履歴は100回にも及んだ。その後は京都の地元情報誌『京都CF!』の編集長を長年に渡り務め、同誌を「NTT全国タウン誌フェスティバル」での大賞に導くなど功績も残した。
退いた後、現在は2007年に立ち上げた編集プロダクション「株Tiki Script（チキスクリプト）を」主宰し国内外のメディアの編集に携わる。
グループ会社である(有)小雁倶楽部の芦屋小雁の絵画展を、高台寺の塔頭「月眞院」でプロデュースしたことを皮切りに、KBSラジオ『芦屋小雁の毎度おおきに』（AM1143kh)にて毎週火曜日（21:30 - 22:00）レギュラー出演を務めた。以後、小雁の出版物の企画・制作や個展のプロデュースを担当（下記主な活動・実績参照）、2011年は「六道珍皇寺」にその会場を移し氏の個展を開催している。
地元の月刊情報誌『京都CF！』に毎月「京・潮の香り」を連載。同誌の『無責任編集長ブログ』も運営していた。

## テレビ出演
●「京都最新情報」　（関西テレビ☆京都チャンネル）
●「京都!ちゃちゃちゃっ」　（関西テレビ☆京都チャンネル）

## その他主な活動・実績
- 「京都デザイン協会」（KDA）所属
- 「同志社大学」2007年度プロジェクト講師「逍遥プロジェク」担当
- 「京都府立植物園」100万人達成プロジェクトメンバー

その他の主な編集プロダクション
- 「ほんとうにあった怖い話～稲垣吾郎・京都バージョン」の全撮影現場コーディネイト
- ローバーミニのSP誌、MINI Internationar #27「MINI MAGAZINE」'08年度“KYOTO”版/編集協力と執筆
- 「ドライブぴあ関西版～近くなった三重へGO!」編集・制作
- 「着物Begin」～'08年度版・京都コーディネイト
- 「Invitation」'08年9月号～水の京都/編集制作。モトハシ・カズヒロの名でも執筆
- リクルート発行「じゃらん～お得に遊ぶ京都」企画・編集制作（2009年版）
- 役者芦屋小雁の京都本（京都新聞出版センター発行）「小雁の京都人の取り扱い説明書」企画・編集制作（2009年10月）
- スルッとKANSAI発行のフリーペーパー「遊びマップ」の 編集制作に携わる（2010年3月～2012年4月）
- 2012年5月上記冊子が題号変更、「ASOBON」になり引き続き編集制作担当
- 京都発58禁読本「素晴らしき未完成品」芦屋小雁著（京都新聞出版センター2010年12月発行）企画・編集制作
- 「京都ぴあ」企画・編集制作またモトハシ・カズヒロの名でも執筆（2009年～現在）
- 東京カレンダーMOOK「美食で旅する人情食堂」で、京都の行き付け店を取材・執筆（2011年1月）
- 世界文化社の依頼を受け、車「smart」のSP誌内で京都の撮影コーディネートと取材班を担当（2011年）
- 別冊Lightning「男の収納」P30-31にて氏のハワイアンコレクションが詰まったマイルームが公開中
- LeslieKeeが起用された「Alafa　Romeo MiTo」のSP企画、京都・神戸のセールスポロモーション用ビジュアル制作のコーディネートを担当する。